# 赣南茶油
赣南茶油是指采用江西省赣州市（传统上称为赣南地区）境内种植的油茶籽，经过压榨法和水酶法等取得油茶籽原油并加工所成的油茶籽油。茶油中的不饱和脂肪酸含量达90%以上，以油酸和亚油酸为主，还含有少量的亚麻酸等高价不饱和脂肪酸。
“赣南茶油”为中国国家地理标志产品。“赣南茶油”也名列《中欧地理标志协定》的名单中。

## 国家地理标志产品历史
- 2011年，“赣南茶油”申报注册国家地理标志证明商标
- 2013年，各加工、销售企业统一使用“赣南茶油”品牌启用
- 2016年2月，国家质检总局发布告正式批准“赣南茶油”为国家地理标志产品
- 2018年2月，“赣南茶油”被国家工商总局商标局核准注册为地理标志商标
- 2020年1月1日起正式实施由江西省市场监督管理局发布的《地理标志产品·赣南茶油》标准（DB36/T1142-2019）[1][4]
- 2020年9月，“赣南茶油”名列在《中欧地理标志协定》中的第三条第一款的名单中[3]

## 经济规模
截至2019年底，赣州市境内的油茶林总面积为289万亩，其中5个县区有20万亩以上的油茶林，另外还有8个县区有10万亩以上。2019年底，赣州市产茶籽9.4万吨、茶油2.4万吨。油茶产业综合产值达88亿元。